# Provincia Arica
Arica (Provincia de Arica) este o provincie din regiunea Arica y Parinacota, Chile, cu o populație de 186.488 locuitori (2012) și o suprafață de 8726,4 km2.